# الدین (ویسکانسین)
الدین، ویسکانسین (به انگلیسی: Alden, Wisconsin) یک منطقهٔ مسکونی در ایالات متحده آمریکا است که در ویسکانسین واقع شده‌است.

## خصوصیات
الدین ۱۵۲٫۹ کیلومترمربع مساحت و ۲٬۶۱۵ نفر جمعیت دارد و ۲۹۲ متر بالاتر از سطح دریا واقع شده‌است.